# Arding & Hobbs
Arding & Hobbs is een voormalig warenhuis in Battersea, Londen.

## Geschiedenis
Arding & Hobbs werd opgericht in 1876 door Henry Arding en James Hobb. In 1893 was het warenhuis uitgegroeid tot een van de grootste ondernemingen in Clapham Junction.
Het huidige gebouw werd gebouwd in 1910 in een Edwardiaanse barokstijl naar een ontwerp van architect James Gibson.
Het warenhuis werd in 1938 verkocht aan de John Antsee Group die vervolgens in 1948 werd verkocht aan United Drapery Stores. In de jaren 1970 werd het warenhuis toegevoegd aan hun Allders-divisie. Allders vroeg in 2005 uitstel van betaling aan en werd vervolgens opgesplitst en verkocht. Het grootste deel van het Arding & Hobbs-gebouw werd daarna ingenomen door een filiaal van warenhuis Debenhams en TK Maxx. Op 9 juni 2020 sloot Debenhams definitief zijn deuren. 
De winkel en het gebouw zijn te zien in een aantal films en televisieprogramma's, waaronder:
- In de actiethriller Nighthawks uit 1981, waar de winkel werd gebombardeerd;
- In de aflevering van Mr. Bean uit 1994, Do-It-Yourself Mr. Bean;[4]
- In de video "Life On Your Own" van de band The Human League die zich afspeelt in een toekomstig, apocalytisch Londen waar de zanger de enige persoon is die nog in leven is en in het gebouw woont.